# Shannonbridge
Shannonbridge (Droichead na Sionainne en irlandès) és una població d'Irlanda, situada al comtat d'Offaly, a la província de Leinster. Està situat a la riba del riu Shannon i és un punt de comunicació important, com ho prova el pont sobre aquest riu. A prop d'aquesta població hi ha el jaciment de Clonmacnoise.

## Personatges il·lustres
- George Brent, actor